# 多鱗似鮪雅羅魚
多鱗似鮪雅羅魚（学名：Thynnichthys polylepis）为輻鰭魚綱鯉形目鲤科的其中一種，分布於亞洲印尼蘇門答臘及婆羅洲，體長可達18公分，棲息水底。
其种加词“polylepis”意为“多鳞的”。